# Philosophia naturalis
Philosophia naturalis war eine Zeitschrift, die Beiträge zu Themenbereichen der Naturphilosophie, insbesondere der Wissenschaftstheorie, der Technikphilosophie und der Wissenschaftsgeschichte, veröffentlichte und einen interdisziplinären Ansatz vor allem in der Zusammenarbeit von Philosophen und Naturwissenschaftlern verfolgte.
Die Zeitschrift wurde von Eduard May begründet und erschien mit dem Untertitel Archiv für Naturphilosophie und die philosophischen Grenzgebiete der exakten Wissenschaften und Wissenschaftsgeschichte ab 1950 vierteljährlich im Westkulturverlag Meisenheim am Glan und von 1957 bis 1988 im daraus hervorgegangenen Anton Hain Verlag mit Joseph Meurers als Herausgeber. Anschließend erschien sie halbjährlich im Verlag Vittorio Klostermann Frankfurt am Main. Der Untertitel wurde in Journal for the philosophy of nature geändert. Mit dem zweiten Heft des 50. Jahrgangs wurde 2013 das Erscheinen eingestellt.
Philosophia naturalis unterlag dem Peer-Review-Verfahren mit der Methode der Doppelblindgutachten. Beiträge wurden in deutscher oder englischer Sprache veröffentlicht.
Die Herausgeber waren zuletzt Manfred Stöckler (verantwortlicher Herausgeber), Andreas Bartels, Olaf L. Müller und Marcel Weber.
Zum wissenschaftlichen Beirat gehörten zuletzt aus Deutschland Werner Diederich, Andreas Hüttemann, Bernulf Kanitscheider, Holger Lyre, Felix Mühlhölzer, Friedrich Steinle, Eckart Voland und Gerhard Vollmer sowie aus der Schweiz Michael Esfeld (Universität Lausanne) und aus den Vereinigten Staaten Don Howard (University of Notre Dame, Indiana) und James Lennox (University of Pittsburgh, Pennsylvania).